# San-Gavino-di-Carbini
San-Gavino-di-Carbini (kors. San Gavinu di Càrbini) – miejscowość i gmina we Francji, w regionie Korsyka, w departamencie Korsyka Południowa.
Według danych na rok 1990 gminę zamieszkiwało 538 osób, a gęstość zaludnienia wynosiła 11 osób/km².